# Utgräventjärnen, Dalarna
Utgräventjärnen är en sjö i Älvdalens kommun i Dalarna och ingår i Dalälvens huvudavrinningsområde.